# Alena Winizkaja
Alena Winizkaja (* 23. August 1973) ist eine belarussische Marathonläuferin.
1996, 1997 und 1998 siegte sie beim Prag-Marathon. Bei den Leichtathletik-Weltmeisterschaften 1997 in Athen kam sie auf den 31. Platz.
1998 gewann sie den California International Marathon in Sacramento mit ihrer persönlichen Bestzeit von 2:32:41 h. Im Jahr darauf siegte sie beim Las-Vegas-Marathon und Zweite in Prag. 1999, 2001, 2002 und 2003 siegte sie beim Carlsbad-Marathon und 2000 beim Breslau-Marathon.
2002 wurde sie Zweite beim Austin-Marathon, Dritte beim Columbus-Marathon und Zweite beim California International Marathon. 2004 wurde sie Dritte in Austin, 2005 Dritte beim Posen-Marathon und Vierte in Sacramento, 2006 Sechste beim Houston-Marathon, Dritte in Austin und Zweite beim Hartford-Marathon.
Einem zweiten Platz beim Twin Cities Marathon 2007 folgte 2008 ein Sieg beim Georgia-Marathon.
2010 wurde sie Vierte bei 26.2 with Donna und siegte beim Pittsburgh-Marathon.